# Port lotniczy San Pedro Sula
Port lotniczy San Pedro Sula (IATA: SAP, ICAO: MHLM) – międzynarodowy port lotniczy położony 11 km od centrum San Pedro Sula. Jest największym portem lotniczym w Hondurasie.

## Linie lotnicze i połączenia
- Aero Caribbean (Hawana) [Charter]
- Aerolineas Sosa (La Ceiba, Roatán, Tegucigalpa, Utila, Guanaja)
- Aeroméxico
  - Aeroméxico Connect (Meksyk)
- American Airlines (Miami)
- Atlantic Airlines de Honduras (Belize City, Managua, Guanaja, La Ceiba, Roatan, Tegucigalpa, Utila)
- Continental Airlines (Houston-Intercontinental, Newark)
- Copa Airlines (Panama, San José (CR))
- Delta Air Lines (Atlanta)
- TACA (La Ceiba, Miami, New York-JFK, Nowy Orlean [charter], Tegucigalpa, San José (CR), San Salvador, Gwatemala)
- Transportes Aereos Guatemaltecos (Gwatemala)
- Islena Airlines (La Ceiba, Tegucigalpa, Gwatemala)
- Maya Island Air (Belize City)
- Spirit Airlines (Fort Lauderdale)
- Central American Airways (Tegucigalpa)